# Segarcea-Vale
Segarcea-Vale est une commune du județ de Teleorman en Roumanie.